# Lamponella beaury
Lamponella beaury là một loài nhện trong họ Lamponidae. Loài này được phát hiện ở Queensland và New South Wales.